# Cd-afspiller
En CD-afspiller er et elektronisk apparat til afspilning af CD-skiver.
CD-afspillere findes som regel i stereoanlæg til hjemmebrug, i bilradioer, i computere eller som bærbare enheder. Nogle CD-afspillere kan også afspille skiver af andre typer end CD, som f.eks. DVD eller CD-ROM. DJ's benytter ofte mere avancerede CD-afspillere, hvor man blandt andet kan justere afspilningens hastighed.
De fleste CD-afspillere kan kun rumme én skive ad gangen, men der findes CD-afspillere som kan rumme flere skiver ad gangen. Disse kaldes CD-skiftere. Fordelen ved disse er, at man kan skifte mellem sporene på de forskellige skiver uden at skulle skifte skive. Sony og Philips var de to firmaer som arbejdede hårdest med at udvikle den nye teknik kaldet Compact Disc. I 1981 havde de to firmaer tilsammen udviklet en accepteret standard for denne teknik, hvilket muliggjorde at man kunne begynde både at producere og sælge CD-afspillere for almenheden. Der blev lavet forskellige prototyper af CD-afspillere, hvor man blandt andet testede at placere skiven i forskellige stillinger. Sony var først på markedet i 1982 med deres model, CDP-101. I 1984 lykkedes det også Sony at lancere den første bærbare CD-afspiller, D-50, som solgte over alle forventninger. Modellen fik siden navnet Discman, eftersom det var CD-markedets svar på Walkman.
1983 kan man sige var startåret for CD-afspillere, da det var dér salget for alvor gik i gang. Udover Sony havde både Philips og Hitachi modeller ude på markedet. Sony solgte så mange CD-afspillere, at andre producenter var tvunget til at halvere deres priser. I 1986 blev der solgt over en million CD-afspillere, hvilket gør CD-afspilleren til et af de hurtigst voksende elektronikprodukter nogensinde, sammen med den nyere DVD-afspiller.

## Billeder
- Philips bærbar cd- og mp3-afspiller
- Grundig ghettoblaster med radio, båndoptager og cd-afspiller
- Sony bilradio med cd-afspiller
- Indmaden i en Teac cd-afspiller